# Ommata cyanipennis
Ommata cyanipennis är en skalbaggsart som beskrevs av Bates 1872. Ommata cyanipennis ingår i släktet Ommata och familjen långhorningar.
Artens utbredningsområde är:
- Nicaragua.
- Panama.

Inga underarter finns listade i Catalogue of Life.